# Allobaccha claripennis
Allobaccha claripennis är en tvåvingeart som först beskrevs av Friedrich Hermann Loew 1858.  Allobaccha claripennis ingår i släktet Allobaccha och familjen blomflugor.
Artens utbredningsområde är Kongo. Inga underarter finns listade i Catalogue of Life.